# Bleiweis
Bleiweis je redkejši priimek v Sloveniji, ki ga je po podatkih Statističnega urada Republike Slovenije na dan 1. januarja 2010 uporabljalo 17 oseb in je med vsemi priimki po pogostosti uporabe uvrščen na 14.193. mesto.

## Znani nosilci priimka
- Dejan Bleiweis (1942—2001), arhitekt, lokostrelec...
- Demeter Bleiweis (1871—1928), zdravnik internist, ftiziolog, publicist
- Fedor Bleiweis (1901—1967), namiznotenisač, športni delavec
- Franc (Frančišek) Bleiweis (1869—1951), duhovnik in nabožni pisec
- Janez Bleiweis (1808—1881), zdravnik, veterinar, šolnik, gospodarstvenik, časnikar, politik in narodni buditelj
- Janko Bleiweis (1909—2005), gradbenik hidrotehnik, univ. profesor
- Janko Bleiweis (1865—1915), urednik, gledališki organizator
- Karel Bleiweis (1834—1901), zdravnik psihiater
- Leander Bleiweis (1920—1982), stomatolog
- Marko Bleiweis (1910—1996), inženir gradbeništva
- Milan Bleiweis (1874—1938), polkovnik, Maistrov borec
- Miron Bleiweis (1907—1987), odvetnik, športnik (teniški igralec)
- Saša Bleiweis (1913—1991), gozdar
- Sonja Bleiweis-Ivančič (1913—1999), pevka sopranistka
- Vesna (Kos) Bleiweis (1944—2019), novinarka